# 伏見東劇
伏見東劇（ふしみとうげき）は、かつて存在した日本の映画館である。1956年（昭和31年）12月、京都府京都市伏見区の大手筋に伏見大映（ふしみだいえい）として開館、1967年（昭和42年）前後に伏見東映劇場（ふしみとうえいげきじょう）と改称、1977年（昭和52年）に伏見東劇と改称した。
同館の改称前に「伏見東映劇場」として開館した映画館については、伏見会館で扱う。

## 沿革
- 1956年12月 - 伏見大映として開館[6][7][8][9][13]
- 1967年前後 - 伏見東映劇場と改称[10][11][14]
- 1977年 - 伏見東劇と改称[1][2]
- 1987年 - 閉館[4][5]

## データ
- 所在地 : 京都府京都市伏見区東大手町783番地1号[1][3][15]
  - 現在の東大手町785番地、「大林マンション」の位置[15]

北緯34度56分0.25秒 東経135度45分41.01秒 / 北緯34.9334028度 東経135.7613917度
- 経営 : 同和商事株式会社（旧称・同和興行株式会社[7]）[1][2][3][4]
  - 代表 : 浅原隆三[2][3][14][16][17]
  - 支配人 :

  1. 斎藤敏一 （1966年[10] - 1969年[11]）
  2. 金子良和 （1969年[2][12][14] - 1986年[3]）
  3. 浅原馨 （1986年 - 1987年[4]）
- 構造 : 木造二階建[2][3][11]
- 観客定員数 : 350名（1979年[1]） ⇒ 250名（1983年[2]・1985年[3]） ⇒ 200名（1987年[4]）

## 概要
1956年（昭和31年）12月、京都府京都市伏見区東大手町783番地1号（現在の東大手町785番地）に伏見大映として開館した。同地は、戦前から芝居小屋や映画館が立ち並ぶ商店街がある大手筋、その通りに面した入口からさらに小規模な商店街の路地の奥にあり、近隣にはかつて長谷川一夫が子役として初舞台を踏んだ「伏見大手座」の後身である伏見日活映画劇場（のちの伏見大手劇場）が存在し、同館開館のちょうど1年後の1957年（昭和32年）12月には伏見東映劇場（のちの伏見会館）が開場している。当時の同区内には、これら3館のほか、伏見映画劇場（かつての伏見松竹館、のちの伏見劇場、風呂屋町）、伏見都映画劇場（かつての伏見都館、のちの新星DX伏見劇場、鑓屋町）、伏見キネマ（かつての中央館、北尼ヶ崎町）の合計5館が存在した。当時の同館は大映の封切館であり、経営は同和興行（のちの同和商事株式会社）であった。
その後、1961年（昭和36年）には伏見キネマが閉館、1962年（昭和37年）には伏見大手劇場が閉館、さらに伏見都映劇（伏見都映画劇場）が業態をストリップ劇場に変更して「伏見ミュージック」と改称しており、同区内の映画館は、同館開館後わずか6年間で3館に半減してしまった。1965年（昭和40年）には、同館を経営する同和興行の会長に浅原隆三（1909年 - 没年不詳）が就任した。浅原は、同職就任の前年まで大映取締役関西支社長を務めて任期満了、かつては10代のころに映写技師見習から叩き上げ、東宝朝鮮支社長、映配九州支社長、新東宝専務取締役を歴任した人物であり、会長就任当時は56歳であった。以降、浅原は、同館の閉館まで同職に在籍する。当時の同社の社長は浅原茂作であり、この時期の支配人は、斎藤敏一であった。浅原茂作は、かつて1950年代後半に早稲田大学を卒業し、同窓の杉田康や津村雅弘らとともに大映に所属する俳優であった人物であり、当時は1964年（昭和39年）6月18日に結成された堺浜寺ライオンズクラブの初代幹事に就任、1967年まで3期を務めた。
1967年（昭和42年）前後には伏見劇場（かつての伏見松竹館、のちの伏見劇場、風呂屋町）が閉館する。以降、同区の映画館は同館と伏見会館の2館になり、この体制は同館の閉館まで続く。同時期に、同館は伏見東映劇場と改称、東映の封切館となった。かつての伏見東映劇場は、5年ほど前にすでに「伏見会館」と改称していた。1969年（昭和44年）には斎藤敏一に代って金子良和が支配人に就任している。1974年（昭和49年）には経営元の同和興行が同和商事と改称し、1977年（昭和52年）には同館が伏見東劇と改称している。この時期の同館は、日本映画も輸入映画（洋画）も上映する邦洋混映館であった。同和商事は当時、同館のほかにも、大阪府大阪市西区の九条映劇・九条シネマ（いずれも代表浅原馨、支配人細田義一）、同府岸和田市の岸和田日活劇場（のちの岸和田日劇、代表浅原隆三、支配人細田義一）・岸和田スカラ座（代表浅原隆三、支配人宇山稔）および岸和田大劇（かつての岸和田大映、代表浅原隆三、支配人山野実）を経営していた。
1987年（昭和62年）に閉館、30年の歴史に幕を下ろした。閉館時の代表は浅原隆三、支配人は長年同館の支配人を務めた金子良和に代って、前年に就任した浅原馨であった。閉館後、建物は解体され、1988年（昭和63年）10月には、跡地に鉄筋コンクリート造三階建のマンション「大林マンション」が竣工し、現在に至る。このとき同区内に残る映画館は、伏見会館だけになったが、それも2004年（平成16年）3月30日に閉館、区内の映画館はすべて消滅した。前述の岸和田大劇は、かつて同館の経営元であった同和商事が経営したなかでは最後まで残った映画館であったが、2005年（平成17年）2月14日に閉館した。